# Miguel Barragán
Pour les articles homonymes, voir Barragan.
Miguel Francisco Barragán Moctezuma Andrade (8 mars 1789, Ciudad del Maíz, San Luis Potosí - 1er mars 1836, Mexico) est un homme politique et un militaire mexicain, qui est président de la République du Mexique,. Après avoir de nouveau rétabli le régime fédéral après le départ d'Antonio López de Santa Anna, il rédige une nouvelle constitution et met en place, le 23 octobre 1835, une nouvelle république, la République centraliste mexicaine. Le but de Barragán, est d'instaurer un régime stable pour mettre fin aux instabilités du pays et aux coups d'état. 
Malade, il démissionne le 27 février 1836 et meurt quelques jours plus-tard du typhus.